# 코코넛잼

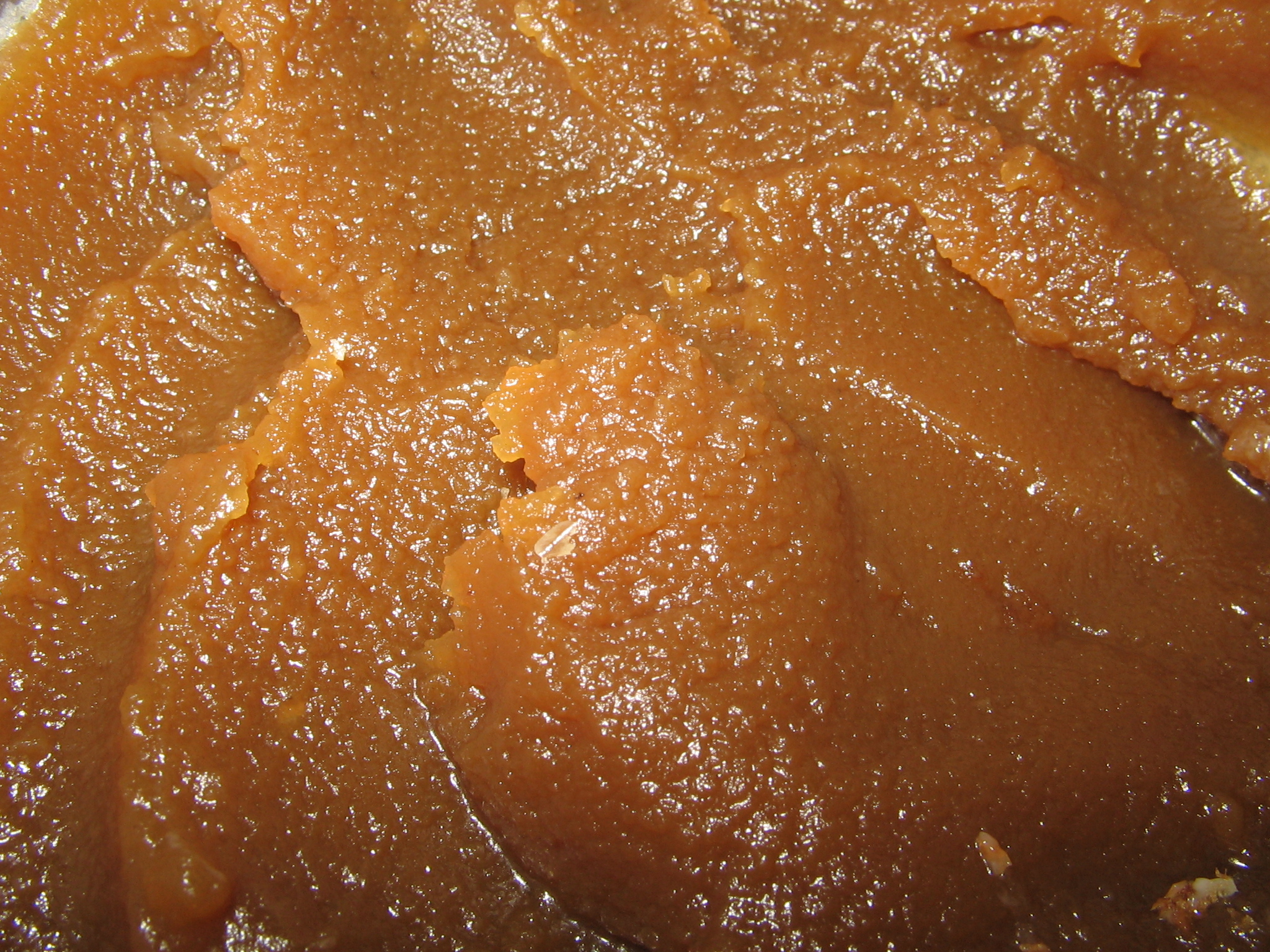
카야

코코넛 잼(영어: coconut jam) 또는 카야 잼(말레이어·인도네시아어: seri kaya 스리 카야[*])은 인도네시아, 말레이시아, 싱가포르가 기원인 음식의 하나로. 이 잼의 인기는 아시아, 특히 동남아시아 전역에서 먹는다는 것을 의미한다. 코코넛 우유와 계란, 설탕을 이용해 잼을 만든다. 잼 이 잼을 먹는 가장 인기 있는 방법은 빵이며, 가장 대표적인 것은 동남아의 아침 요리인 카야 토스트이다.

## 같이 보기
- 카야 토스트
- 로티 바카르
- 나타데코코